# فايزال محمد
فايزال محمد (بالملايوية: Faizal Muhamad) هو لاعب كرة قدم ماليزي في مركز قلب الدفاع، ولد في 3 مارس 1989 في Marang, Terengganu ‏ في ماليزيا. لعب مع نادي ملقا يونايتد.